# Ranheim Fotball
Ranheim IL fotball Topp (RIL), bekannt unter dem Namen Ranheim Fotball, ist ein norwegischer Fußballverein aus dem Stadtteil Ranheim in Trondheim.
Ranheim Fotball ist die Fußballabteilung des sogenannten Allianz-Sportvereins (norwegisch Allianseidrettslag) Ranheim Idrettslag (abgekürzt Ranheim IL).
Ranheim IL wurde am 17. Februar 1901 gegründet. Am 4. Februar 2010 wurde die Fußballabteilung als eigene Einheit unter dem Namen Ranheim Fotball ausgegliedert.

## Geschichte
Ranheim war ursprünglich ein Ortsteil der Landkommune Strinda. 1964 wurde Strinda als Kommune aufgelöst und Ranheim in die Stadtkommune Trondheim eingemeindet. Diese Fakten haben eine gewisse Bedeutung für die Geschichte und die Erfolge des Vereins.
In der Vorkriegszeit gehörten die Vereine innerhalb und außerhalb der Stadtgrenze von Trondheim unterschiedlichen Kreisverbänden an. Von 1923 bis 1937, als die Kreisligen das höchste Liganiveau in Norwegen bildeten, wurde Ranheim fünfzehn Mal in Folge Meister des Kreises Sør-Trøndelag. Obwohl Trondheim auch ein Teil der politischen Region Sør-Trøndelag war, waren die Fußballvereine der Stadt in einem separaten Kreisverband organisiert. Es wurden also in der Region Sør-Trøndelag zwei Kreismeister ermittelt, einer für die Stadt Trondheim und einer für den Rest der Region. Wenn die Stadtgrenze damals so wie heute verlaufen wäre und Ranheim sich den Trondheimer Vereinen bei der Kreismeisterschaft hätte stellen müssen, wäre sicherlich der fünfzehnfache Erfolg nur schwer erreichbar gewesen.
Von den 1920er Jahren bis zum Ende der 1950er Jahre war Ranheim einer der bedeutendsten Fußballvereine der Region Trøndelag. Nach der Ligareform 1937, bei der die Kreisligen durch ein landesweites Ligasystem ersetzt wurden, pendelte der Verein über die Jahre zwischen der höchsten und der zweithöchsten Spielklasse. Am Ende der 1950er Jahre versank er aber in den unteren Ligen und nach der Ligareform 1963, bei der die Ligapyramide radikal verschlankt wurde, war der Verein meistens in der vierthöchsten Spielklasse zu finden.
Eine Wende wurde 2004 durch den Aufstieg in die 2. Divisjon (dritthöchste Spielklasse) eingeleitet. Zu dieser Zeit war Rosenborg, die dominierende Mannschaft der Region, auf der Suche nach einem Kooperationspartner. Man war der Meinung, dass die dritte Liga, in der die zweite Mannschaft Rosenborgs spielte, nicht das erforderliche Niveau habe, um die Talente, die noch nicht in der ersten Mannschaft spielen durften, zu fördern. Da die zweite Mannschaft regulär nicht in die zweithöchste Liga aufsteigen durfte, war die Alternative, diese Spieler in einer anderen Mannschaft der Stadt spielen zu lassen. Seinerzeit spielten außer Ranheim die drei Vereine Kollstad, Byåsen und Strindheim in der dritten Liga, keine aber in der gewünschten zweiten. Rosenborg wollte nun einen der Vereine fördern, damit er in die zweithöchste Liga aufsteigen und sich dort etablieren könne. Unter den Drittligavereinen entstand nun ein reger Wettbewerb um die Gunst des Erstligisten. Das Rennen machte dann Ranheim und im November 2006 startete das Projekt. 2009 gelang schließlich der Aufstieg in die zweithöchste Spielklasse.
In den Folgejahren war in keiner Saison der Klassenerhalt gefährdet. Im Gegenteil, Ranheim spielte in fast jedes Jahr um den Aufstieg mit. 2017 war es dann auch soweit. Nach vier Relegationsspielen eroberte Ranheim den letzten Aufstiegsplatz und war ab 2018 in der höchsten Spielklasse, Eliteserien genannt, dabei. Am Ende der Spielzeit wurde mit dem 7. Platz die Klasse gehalten und Trainer Svein Maalen wurde für diesen Überraschungserfolg als Trainer des Jahres ausgezeichnet. In der folgenden Saison konnte Ranheim dann den Abstieg als Tabellenletzter nicht abwenden.

## Erfolge der Fußballmannschaft

### Liga bis 1937 (Ligaspiele nur auf Kreisebene)
- 15 Mal Kreismeister (Sør-Trøndelag) (1923, 1924, 1925, 1926, 1927, 1928, 1929, 1930, 1931, 1932, 1933, 1934, 1935, 1936, 1937)

### Liga 1937–1948 (8 parallele Ligen in 11 Staffeln – höchste Spielklasse)
- Zweimal 2. Platz in der Region VIII (1937/38, 1947/48)

### Liga 1948–1962 (2 parallele Ligen – höchste Spielklasse)
- 6. Platz (1954/55)

### Liga nach 1963 (eingleisige erste Spielklasse)
- 7. Platz (2018)

### Pokal
- Halbfinale: 1953, 2019
- Viertelfinale: 1948, 2010

## Platzierungen der Fußballmannschaft in der Liga – ab 1949
| Saison  | Liga                                  | Platz | sonstiges           |
| ------- | ------------------------------------- | ----- | ------------------- |
| 1948/49 | 1. Division, Distrikt VIII            | 1     | Aufstieg            |
| 1949/50 | Hovedserien, Gruppe B                 | 7     | Abstieg             |
| 1950/51 | 1. Division, Distrikt VIII            | 2     |                     |
| 1951/52 | Landsdelsserien Trøndelag             | 1     | Aufstieg            |
| 1952/53 | Hovedserien, Gruppe B                 | 8     | Abstieg             |
| 1953/54 | Landsdelsserien Trøndelag             | 1     | Aufstieg            |
| 1954/55 | Hovedserien, Gruppe B                 | 6     |                     |
| 1955/56 | Hovedserien, Gruppe B                 | 8     | Abstieg             |
| 1956/57 | Landsdelsserien Trøndelag             | 7     | Abstieg             |
| 1957/58 | 3. Division, Distrikt VIII, Gruppe A1 | 1     | Relegation verloren |
| 1958/59 | 3. Division, Distrikt VIII, Gruppe A1 | 1     | Aufstieg            |
| 1959/60 | Landsdelsserien Trøndelag             | 7     | Abstieg             |
| 1960/61 | 3. Division, Distrikt VIII, Gruppe B  | 1     | Aufstieg            |
| 1961/62 | Landsdelsserien Trøndelag             | 7     | Abstieg             |
| 1963    | 3. Division Trøndelag                 | 7     |                     |
| 1964    | 3. Division Trøndelag                 | 8     | Abstieg             |
| 1965    | 4. Division, Distrikt VIII, Gruppe B  | 2     |                     |
| 1966    | 4. Division, Distrikt VIII, Gruppe B  | 2     |                     |
| 1967    | 4. Division, Distrikt VIII, Gruppe B  | 5     |                     |
| 1968    | 4. Division, Distrikt VIII, Gruppe B  | 1     | Aufstieg            |
| 1969    | 3. Division Trøndelag                 | 6     |                     |
| 1970    | 3. Division Trøndelag                 | 8     | Abstieg             |
| 1971    | 4. Division, Distrikt VIII, Gruppe C  | 5     |                     |
| 1972    | 4. Division, Distrikt VIII, Gruppe C  | 6     |                     |
| 1973    | 4. Division, Distrikt VIII, Gruppe C  | 1     | Relegation verloren |
| 1974    | 4. Division, Distrikt VIII, Gruppe C  | 4     |                     |
| 1975    | 4. Division, Distrikt VIII, Gruppe C  | 3     |                     |
| 1976    | 4. Division, Distrikt VIII, Gruppe C  | 1     | Aufstieg            |
| 1977    | 3. Division Trøndelag                 | 3     |                     |
| 1978    | 3. Division Trøndelag                 | 8     |                     |
| 1979    | 3. Division Trøndelag                 | 4     |                     |
| 1980    | 3. Division E                         | 11    | Abstieg             |
| 1981    | 4. Division Trøndelag A               | 3     |                     |
| 1982    | 4. Division Trøndelag A               | 7     |                     |
| 1983    | 4. Division Trøndelag A               | 7     |                     |
| 1984    | 4. Division Trøndelag A               | 3     |                     |
| 1985    | 4. Divi sionTrøndelag A               | 2     |                     |
| 1986    | 4. Division Trøndelag A               | 2     |                     |
| 1987    | 4. Division Trøndelag Nord            | 2     |                     |
| 1988    | 4. Division Trøndelag Sør             | 2     |                     |

| Saison | Liga             | Platz | sonstiges           |
| ------ | ---------------- | ----- | ------------------- |
| 1989   | 4. Division N    | 7     |                     |
| 1990   | 4. Division N    | 7     |                     |
| 1991   | 3. Division N    | 5     |                     |
| 1992   | 3. Division O    | 6     |                     |
| 1993   | 3. Division O    | 2     |                     |
| 1994   | 3. Division 14   | 3     |                     |
| 1995   | 3. Division 14   | 2     |                     |
| 1996   | 3. Division 15   | 1     | Aufstieg            |
| 1997   | 2. Division 6    | 3     |                     |
| 1998   | 2. Division 7    | 6     |                     |
| 1999   | 2. Division 6    | 8     |                     |
| 2000   | 2. Division 7    | 3     |                     |
| 2001   | 2. Division 3    | 14    | Abstieg             |
| 2002   | 3. Division 19   | 3     |                     |
| 2003   | 3. Division 20   | 2     |                     |
| 2004   | 3. Division 19   | 1     | Aufstieg            |
| 2005   | 2. Division 4    | 8     |                     |
| 2006   | 2. Division 2    | 3     |                     |
| 2007   | 2. Division 2    | 3     |                     |
| 2008   | 2. Division 2    | 2     |                     |
| 2009   | Fair-Play-Liga 4 | 1     | Aufstieg            |
| 2010   | Adeccoliga       | 5     | Relegation verloren |
| 2011   | Adeccoliga       | 4     |                     |
| 2012   | Adeccoliga       | 7     |                     |
| 2013   | Adeccoliga       | 4     | Relegation verloren |
| 2014   | 1. Division      | 7     |                     |
| 2015   | OBOS-Liga        | 6     | Relegation verloren |
| 2016   | OBOS-Liga        | 9     |                     |
| 2017   | OBOS-Liga        | 4     | Aufstieg            |
| 2018   | Eliteserie       | 7     |                     |
| 2019   | Eliteserie       | 16    | Abstieg             |
| 2020   | OBOS-Liga        | 4     |                     |
| 2021   | OBOS-Liga        | 12    |                     |
| 2022   | OBOS-Liga        | 8     |                     |
| 2023   | OBOS-Liga        | 8     |                     |
| 2024   | OBOS-Liga        | 10    |                     |

| Spielklasse |
| ----------- |
| 1.          |
| 2.          |
| 3.          |
| 4.          |
| 5.          |
| 6.          |